# 新広益線

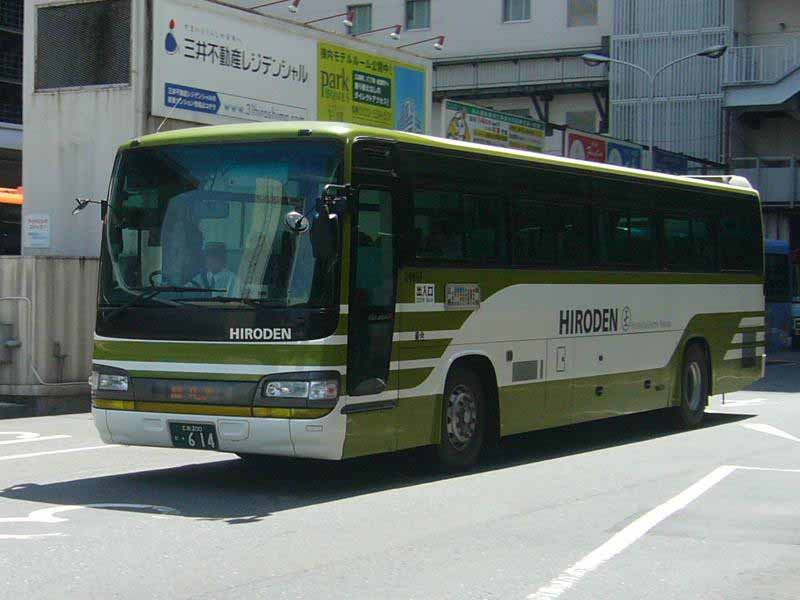
新広益線（広島電鉄）

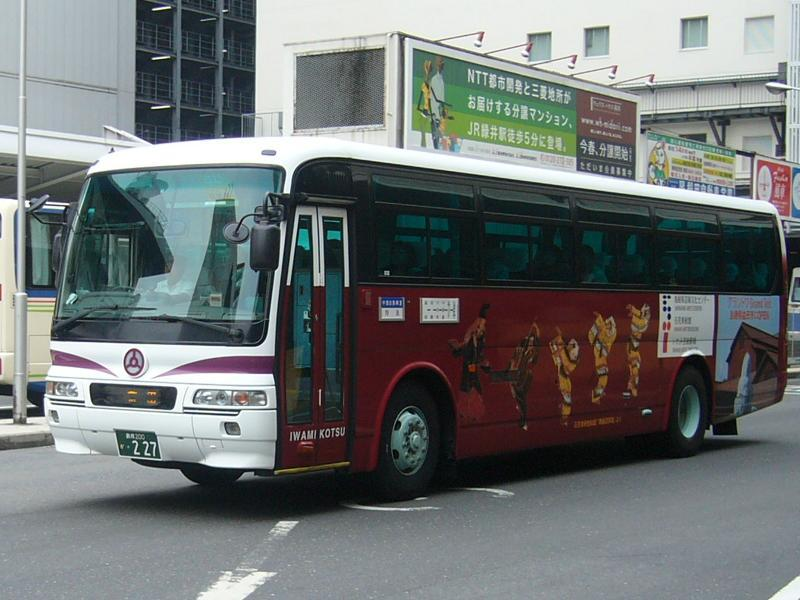
新広益線（石見交通）

新広益線（しんこうえきせん） は、石見交通が運行する広島県広島市と広島県安芸太田町・北広島町・島根県益田市を結ぶ高速バスである。運休前は、昼行便が1日2往復運行されていた。
なお、新広益線は石見交通での路線名称であり、かつて共同で運行していた広電バスでは単に広島 - 益田線と案内されていた。
2024年6月16日から当面の間、全便運休になっている。

## 概要
広島 - 益田間の高速バスは、広益線（石見交通）が吉賀町経由で6往復運行されているが、本路線は、前記広益線の好調と国道191号の整備を受け、主に旧美都町からの要望により開設された路線である。所要時間は広益線よりこちらのほうがやや短い。広益線同様長距離特急バスとしての性格を有するため、全便自由席・トイレなし車両・中筋駅以北の停留所は自由乗降（広島BC - 中筋駅間のみクローズドドアシステム採用）・しまねバスカード対応・ICOCA対応となっている。

## 歴史
- 1994年5月24日:広島電鉄、石見交通の2社により運行開始。
- 2015年11月1日:広島電鉄が撤退し、石見交通の単独運行に変更。本数は変わらず。
- 2023年3月22日 - ICOCAが利用可能となる[2]。

## 運行会社
- 石見交通
  - 益田営業所が2往復担当。
  - 広島側の運行支援業務は関連会社のイワミツアー広島支店が行っている。

### かつての運行会社
- 広島電鉄
  - バス事業本部・広島北営業課が1往復担当。石見交通担当分と合わせての2往復体制だった。
  - 広島電鉄担当便は12月から2月の間、降雪の状況により戸河内落合 - 益田駅間で運休することがあった。

## 運行経路・停車停留所
太字は停車停留所（主要停留所のみ記載）。中筋駅と広島市内方向との利用は不可。
- 広島駅新幹線口 - 広島バスセンター - 国道54号 - 中筋駅 - 広島IC - 山陽自動車道 - 広島自動車道 - 中国自動車道 - 戸河内IC - 戸河内ICバスセンター - 国道191号 - 戸河内落合 - 美都温泉入口 - 美都総合支所入口 - 医光寺前 - 益田駅
  - 両方向とも出合原停留所(乗降扱いあり)で途中休憩を行う。